# Pir Husayn
Pir Husayn ibn Amir Maḥmud ibn Amir Coban (mort el 1342) fou un príncep cobànida, fill de Xaikh Mahmud virrei ilkhànida (cobànida) de Geòrgia, i net d'amir Coban.
Va participar en la batalla contra el visir ilkhànida i el seu kan Arpa Khan a la vall del Jaghatu, avui dia Zarrina (Zarrina Rud) prop de Maragha, batalla en la van destacar Pir Husayn i el seu oncle Surgan (fills d'amir Coban), i el segon fou nomenat governador de l'Iraq.
El 1336 els djalayàrides van posar al tron persa a Muhammad Khan. Llavors el cobànida Hasan Kücük va provar de reagrupar les forces de la família i va anunciar que el seu pare Timurtash Coban, que gaudia de molts suports entre els emirs, estava viu; un esclau de nom Kara Djari, que hi tenia certa similitud, fou presentat com a Timurtash i la vídua d'aquest el va acceptar. El sultà mameluc Al-Nasr Muhammad, que havia fet executar a Timurtash Coban, va advertir del frau, però no fou escoltat. Els cobànides i els seus partidaris se li van unir. Alguns dels cobànides van abandonar el servei del djalayàrida Hasan Buzurg. Els revoltats van derrotar a Hasan Buzurg a Naushahr a la regió de l'Alataq (prop de Naxçıvan) el 16 de juliol de 1338. La regió de Tabriz (i tot Azerbaidjan) fou ocupada i Muhammad Khan fou executat.
Llavors Kara Djari (el suposat Timurtash) va provar d'agafar el poder per a si mateix; va fracassar i va haver de fugir. Pir Husayn va donar suport a Hasan Kücük en aquest episodi.
El maig de 1339 Kücük va portar al tron a Sulayman Khan, que va casar amb Sati Beg. Pir Husayn mentre va conquerir Shiraz aliat al indjúida Amir Shams al-Din Muhammad que dominava Esfahan; al cap d'un mes de govern Pir va fer executar a Muhammad, provocant una revoplta popular que li va fer perdre Shiraz, i a més els indjúides van jurar venjança. Pir Husayn se'n va anar a servir al seu cosí en altres llocs.
El 1340 Pir Husayn, al servei de Kücük, va conquerir Shiraz per segona vegada mercès al suport del muzaffàrida Mubariz al-Din Muhammad (al que en recompensa es va cedir Kirman) i va cedir Esfahan (1340) a Abu Ishak Djamal al-Din (príncep de la dinastia indjúida, en part per congraciar-se amb la família i en part per enfrontar-lo a Mubariz al-Din. Pir Husayn fou nomenat governador cobànida de Siraz.
No gaire després Abu Ishak d'Esfahan es va aliar al seu germà Djalal al-Din Masud Shah, pretendent del Fars on governava alguns territoris, i a membres dissidents de la família cobànida (principalment Malik Ashraf ibn Timurtash ibn Coban, cosí de Pir Husayn i germà del governant a Tabriz, Hasan Kücük), conspirant junts per recuperar Fars de mans de Pir Husayn i el indjúides també per venjar la mort del seu germà. Reunits els aliats a Esfahan el 1342 van derrotar a Pir Husayn que al no estar segur de les lleialtats amb les que podia comptar entre els feudataris a Fars i Yadz, va fugir cap a Tabriz on el seu cosí Hasan Kücük, disgustat perquè havia provocat la pèrdua del Fars, el va fer matar (1342).